# 月亮代表我的心
「月亮代表我的心」は、テレサ・テンの歌声で知られる中華圏のスタンダード・ナンバーである。孫儀作詞、湯尼（翁清溪）作曲。オリジナルは陳芬蘭。

## 解説
「台湾の美空ひばり」と謳われた陳芬蘭（チェン・フェンラン）が1973年5月にアルバム『夢郷』で発表し、同年11月には劉冠霖がアルバム『月亮代表我的心』でカバーした。
1977年にテレサ・テンがアルバム『島國之情歌第四集 香港之戀』でカバーして大ヒットし、テレサの代表曲になった。
1999年度香港ゴールデン・ソングス・アワードで選定された「香港20世紀十大中文金曲」で一位を獲得した。また、2010年度台湾ゴールデン・メロディー・アワードで選定された「30人30歌30碟」の30年30歌部門でも一位を獲得した。
2015年8月、中国（上海・北京・マカオ）で公演予定だったボン・ジョヴィのジョン・ボン・ジョヴィが、旧暦七夕を祝ってYouTubeでカバー映像を公開した。ちなみに、9月に開催予定だった公演はマカオ公演以外は中止された。

## 主なカバー・バージョン
- 劉冠霖 1973年
- テレサ・テン 1977年。日本語版は存在しないが『月は何でも知っている』と邦題がつけられた。
- レスリー・チャン
- アニタ・ムイ『いつの日かこの愛を』（チョウ・ユンファ主演/1989年製作)主題歌
- アンディ・ラウ
- ヘイリー・ウェステンラ
- キャサリン・ジェンキンス
- 松井菜穂子 邦題『月はわが心』
- 夏川りみ 邦題『永遠の月』
- ホン・ジニョン 2016年。朝鮮語題「기다리는 마음」。
- ケニー・G 2006年。インストゥルメンタル。アルバム「ムード・フォー・ラヴ」収録。
- アース、ミックス、ファースト、カオタンほか  2023年。曲名「The Moon Represents My Heart」。ドラマ「Moonlight Chicken」サウンドトラック。